# 梅津秀行
梅津秀行（日语：／ Umezu Hideyuki，1955年7月24日—2024年5月17日），日本男性配音員、演員、旁白。出身於愛知縣。81 Produce最終所屬，以前經歷NPS Theatres、ARTSVISION。身高170cm。O型血。

## 經歷
東京醫科牙科大學畢業。本人稱如果若沒有成為一名演員，會成為一名牙醫。
至於梅津稱他會想要表演的原因是有朋友想進入早稻田大學表演，而跟朋友加入了名叫劇団木霊的大學校內表演團體。但後來朋友離開了這個劇團。
之後，梅津作為時代劇的演員活躍。並經過一段時間才第一次得到了一個有台詞的角色，後來加入NHK演員研討會時被告知希望他選擇朝配音的方向前進，本人覺得「可以因為我是時代劇或現代劇的經驗豐富的人嗎？」就這樣入讀配音研修班了。
1982年，梅津以講師助手的經驗，參加電視動畫《Cybot Robotchi》（聲演配角：不切實際博士）在配音業界出道。並於1995年播出的電視動畫《伊沙米大冒險》聲演盔甲天狗時，也在劇中表現「呀！」女生受到驚嚇瞬間喊出的尖叫聲而為人熟知。另外1992年於參演電視動畫《美少女戰士》時期，由於是愛知出生，因此是用名古屋方言進行錄音對話。
1987年，因參演東京電視台播出的美國漫畫改編動畫《忍者龜》中，幫主角忍者龜們的師父史林特配音成為自身為人熟悉的代表作之一，同時以高嗓門幫克朗皇帝等反派獻聲。
2024年5月17日，因間質性肺炎去世，享壽68歲。訃聞於5月21日公佈。

## 人物
除了活躍於動畫領域之外，頻繁在新聞節目及綜藝節目負責旁白解說的工作。並且在特攝影集「超級戰隊系列」中多次幫反派怪物和常駐幹部進的聲音中出現。
喜歡的食物：甜食、苦澀的食物，不擅於吃酸味強的食物。一方面在海外電影《無恥之徒4》的日語配音員專訪時表示，自己不擅長喝酒和滴酒不沾。
興趣、特長：騎馬、小提琴、三味線、長笛。
已經死去的山崎唯、二見忠男、長谷三治及永井一郎的一些角色由梅津繼承。

## 演出
粗體字表示主要角色。

### 電視動畫
1982年
- 怪物小王子 惡魔之劍（ブラックバット、梅德爾）
- Cybot Robotchi（日语：サイボットロボッチ）（不切實際博士）

1985年
- 蒼藍流星SPT雷茲納（大衛·魯瑟福特）
- 哆啦A夢 (大山羨代版)（男子、玩具店老闆）
- 嘿！奔奔

1986年
- 機動戰士鋼彈ZZ（尼爾·瑪薩）
- 天威勇士 克羅諾斯的大逆襲（バトルロック、[注 3] 等）
- 六三四之劍 青春篇（久門大介）

1987年
- 超人B（日语：ウルトラB）
- 超能力魔美（男子B、刑事B、隨扈、玉井、勝男 等）
- 城市獵人（男B、組員B、殺手、佐伯、高見澤 等）

1988年
- 超能力魔美（卡片人）
- 哆啦A夢 (大山羨代版)（郵差先生、警察、武士A、夥伴A 等）
- 貓咪也瘋狂（小林）
- 妙手小廚師（日吉食堂店主、記者、客人A、味將軍集團部下A、味將軍集團部下B、吉村 等）

1989年
- 超能力魔美（玉井、空手道社員B、隊員A、勝男）
- 天空戰記（羅刹天）
- 比利犬商會（日语：ビリ犬）（青年）
- 妙手小廚師（部下B、吉村）
- 少棒小魔投，又譯童夢（新城夢人、達川光男）
- YAWARA！（混混A）

1990年
- NG騎士檸檬汽水&40（阿薩姆）
- 美味大挑戰（不良少年A）
- 鴉天狗KA·BU·TO（六車輪童子〈金童子〉）
- 至尊勇者（韻律服大叔）

1991年
- 朱古力小精靈（日语：おばけのホーリー）（烏烏鴉、喵太郎、小偷）
- 玩具王國的諾第（日语：ノディ）（旁白）
- 大耳鼠（狼騎士、警備隊）
- 鬥球兒彈平（五十嵐剛）

1992年
- 宇宙騎士BLADE（卡爾）
- 蔬果村的故事（佩洛琳村的村長、機關士瑪隆）
- 21衛門（特許認可委員B）
- 美少女戰士（牧師／妖魔波克西）
- 神采飛揚（高刀柾的父親）

1993年
- 機動戰士V鋼彈（基斯哈爾·巴格瓦特）
- GS美神（尼格爾）
- 秀逗泰山阿達♡（懷阿特·阿帕帕、劉寶、道格拉斯）
- 麵包超人（針筒老師〈第2代〉、書本老師、〈初代〉、〈第2代〉）
- 可愛巧虎島（漁夫）
- 叮噹貓（蒼蠅先生）
- 南國少年奇小邪（遠藤）
- 灌籃高手（青田龍彥）

1994年
- 蠟筆小新（丸山文男）
- Soccer Fever（日语：サッカーフィーバー）（傑克、佐夫）
- 灌籃高手（籃球鞋店店長、黛明）
- 霸王大系龍騎士（卡賓）
- 小小男子漢（支配者）

1995年
- 小紅豆（小笠原勇之助的父親）
- 空想科學世界（貓）
- 伊沙米大冒險（雪見千助、雪見榮助、盔甲天狗 等）
- 麵包超人（白〈初代〉）
- 暖暖日記（浣熊君的父親）
- 宇宙小毛球（老師、爸爸、老頭、瑪麗可的祖父）

1996年
- 妖精狩獵者（コルチャック）
- 蒙面俠蘇洛傳（天蠍副首領）
- 酷妹當家（正牌惡魔）
- 機動新世紀鋼彈X（尼可拉·法斯）
- 逮捕令（板垣）
- 鋼鐵神兵（貝姆、士兵）

1997年
- 金田一少年之事件簿（理查·安德森）
- 白鯨傳說（日语：白鯨伝説）
- 爆走兄弟Let's & Go!! WGP（丹尼斯）
- 小豬萬萬歲（老爺爺）
- YAT安心！宇宙旅行（日语：YAT安心!宇宙旅行）（卡爾梅拉）
- 浪客劍心（稻城右京）

1998年
- 愛莉絲SOS（西村）
- 星方武俠（日语：星方武侠アウトロースター）
- 太陽之子 (BS版)（カルメク）
- 槍神Trigun（部長）
- 彩虹戰記伊利斯（日语：虹の戦記イリス）（祈禱師）
- 名偵探柯南（鈴木一郎、麥倉直道、大門一樹、針尾清治、間暮倫太郎 等）
- YAT安心！宇宙旅行 (第2季)（史爾梅）
- 遊☆戲☆王（刑事）
- 夢之蠟筆王國（團長〈青井青太〉）

1999年
- 大嘴鳥（道·吉羅利、吉羅利雪人、交易人）
- 炸彈人 彈珠人爆外傳V（王）

2000年
- 幻想魔傳 最遊記（大鬼）
- 櫻花大戰 (TV版)
- 週刊故事樂園（日语：週刊ストーリーランド）（廣田孝一）
- 向阳之树（原田磊藏）
- 名偵探柯南（麥倉直道）

2001年
- 妙妙魔法屋（荒井、雷神[12]）
- Z.O.E Dolores, i（日语：Z.O.E Dolores, i）
- 布布恰恰 (第2季)（執事）
- 小小雪精靈（亨利、穆倫堡觀光塔的老爹）
- NOIR（道·馬爾克）
- PaRappa the Rapper（日语：パラッパラッパー）（波爾）
- 厄夜怪客（施德樓）
- 名偵探柯南（大門一樹）

2002年
- 朝霧的巫女（稗田直範[13]）
- 猴王五九（日语：アソボット戦記五九）（洛克的父親）
- 魯莽天使（小惡魔）
- 火影忍者（阿馬奇）
- 名偵探柯南（針尾清治）
- 洛克人EXE（高斯·馬格尼斯、柏特）

2003年
- 原子小金剛 (第3作)（阿爾卡德）
- 高機動幻想 ～嶄新之行軍歌～（日语：ガンパレード・マーチ 〜新たなる行軍歌〜）（瀨戶口隆之）
- 閃靈二人組（東森男）
- 魁!! 天兵高校（中尾明）
- 鋼之鍊金術師（醫師）
- 神奇寶貝超世代（傀儡大王、馬基諾〈馬基〉）
- 異域天使（教授、導遊）
- 棉花糖樂園（聖誕老人）
- 愛的魔法（計程車司機）
- 無限戰記（基薩雷斯·巴格瓦特）
- 名偵探柯南（布袋銳司）
- 洛克人EXE AXESS（高斯·馬格尼斯）
- 魔法咪路咪路Golden（隅田川）

2004年
- R.O.D -THE TV-（科爾總統）
- 聖槍修女（長老爺爺）
- 野坂昭如 戰爭童話集「一艘小型潛水艇愛上鯨魚的故事（日语：小さい潜水艦に恋をしたでかすぎるクジラの話）」（遠藤）
- 爆裂天使（研究員）
- 神奇寶貝超世代（馬奇諾〈馬奇〉）
- 名偵探柯南（遠藤康晴）
- MEZZO（日语：MEZZO -メゾ-）（魔術師先生）
- 洛克人EXE Stream（高斯·馬格尼斯）

2005年
- 幸運女神（大澤教授）
- 韋駄天翔（元）
- 玻璃假面（加川英明）
- 魔法少年賈修（艾斯）
- Canvas2 ～彩虹色的圖畫～（教師）
- 曙光少女（狙擊手）
- TSUBASA翼（領主的兒子）
- 血戰（克利茲·艾斯頓）
- 名偵探柯南（間暮倫太郎）
- MÄR 魔兵傳奇（卡諾切）

2006年
- 銀魂（石田·皮埃爾·源八左右衛門、奉行）
- 捉猴啦 ～On Air 2nd～（博士）
- 捉猴啦 ～On Air 2nd～（博士、紅巫奇、嗶波猴）
- 雙面騎士 ～Le Chevalier D'Eon～（卡隆、桑德伊奇伯爵）
- 地上最強新娘（醫生）
- 發條武士（日语：ぜんまいざむらい）（見榮城城主、老師 等）
- 驅魔少年（托可塔爾）
- 死亡筆記本（旁白、阿拉莫尼亞·積斯汀·比約多爾米遜）
- 南瓜剪刀（コルトゥ）
- 可愛小水滴（日语：ぷるるんっ!しずくちゃん）（企鵝先生）
- 怪傑佐羅利2（亞基·席羅）
- 洛克人EXE BEAST（高斯·馬格尼斯）

2007年
- 魔女獵人（菲爾那德、服務生）
- 機動戰士鋼彈00（伊恩·瓦斯提）
- 麵包超人（帕克帕克龍〈第2代〉、蛀牙蟲人II）
- Devil May Cry（提姆）
- 帝托拉傳奇（シルバー）
- 爆丸
- 可愛小水滴 啊哈☆（企鵝先生）
- 地球防衛少年（狹山）
- （山下雅和）

2008年
- 機動戰士鋼彈00 Second Season（伊恩·瓦斯提）
- 骷髏13 (2008年版)（哈維、維克多）
- SCARECROWMAN THE ANIMATION（日语：スケアクロウマン）
- 楚楚可憐超能少女組（ピロシキスキー）
- 泰坦尼亞（薩拉姆·阿姆扎卡爾）
- 超能力少女蘭（城山）
- 決鬥大師Cross（ヤエサル、的手下）
- 北斗神拳 拉歐外傳 天之霸王（我王）
- 圖書館戰爭（鳥羽[注 4]）
- ONE OUTS（淡口、解說者）

2009年
- 海貓悲鳴時（熊澤鯖吉）
- 豹頭王傳說（利亞大臣、拉諾斯船長）
- 獸之奏者 艾琳（オウリ）
- 奇蹟少女KOBATO.（沖浦清花的父親）
- 森林大帝 －勇氣能改變未來－（水牛）
- 蒼天航路（左嶺）
- 聖劍鍛造師（亞維·亞維恩古）
- 皇冠之淚（白之精靈）
- 鋼之鍊金術師 FULLMETAL ALCHEMIST（巴利·The·喬巴／66號、憲兵、長老）
- 天國少女（東旋）
- 旋風管家（職人）
- 潘朵拉之心（奧斯卡·貝薩流士、人偶）
- 名偵探柯南（警衛、廣告、工作人員）

2010年
- 超級機器人大戰OG -The Inspector-（溫德爾·毛瑟）
- 閃光的夜襲（平塚）
- 決鬥大師Cross Shock（ヤエサル、雷吉·阿姆）
- 吊帶襪天使（Z·Z·）
- 名偵探柯南（中嶺德郎）

2011年
- 偶像大師（醫生）
- 寵物反斗星（メロパパっち）
- 丹特麗安的書架（羅德·莫斯金）
- Dororo炎魔君 熊～熊燃燒（レンコンマン）
- 美食獵人TORIKO（阿爾法洛、帕奇、宮司、店主）
- 魔法少女小圓（新聞主播）
- 名偵探柯南（岩松俊夫）

2012年
- 美食獵人TORIKO（宮司、店主）
- 火影忍者疾風傳（第二代水影）
- HUNTER×HUNTER (新版)（巴特拉[14]）
- 軍火女王 PERFECT ORDER（納薩爾）

2013年
- 有頂天家族（紅玉老師[15]）
- 激戰！彈珠人（闇黑寺玄夜）
- 翠星上的加爾岡緹亞（奧特姆）
- 決鬥大師Victory V3（老人）
- 八犬傳－東方八犬異聞－ 第二期（大角的生父）

2014年
- 寄生獸 生命的準則（由井）
- 金田一少年之事件簿R（陳永福）
- 世界征服 謀略之星（皮耶魯）
- 白銀的意志ARGEVOLLEN（埃里希·札爾）
- Dragon Collection（日语：ドラゴンコレクション）（獵師風之男）
- BUDDY COMPLEX（導演）
- 英雄銀行（日语：ヒーローバンク）（店主）
- 未來卡片 戰鬥夥伴（魔人）
- 破刃之劍（亞雷克[16]、巴魯德隊隊員A）
- ONE PIECE（迪亞曼蒂）

2015年
- 阿爾斯蘭戰記（卡里卡拉二世）
- 鋼彈G之復國運動（ミラジ·バルバロス）
- GANGSTA.（烏拉諾斯·科西嘉[17]）
- 食戟之靈（香田茂之進）
- （大臣）
- 未來卡片 戰鬥夥伴100（五角龍王 天武[18]）
- ONE PIECE 薩波特別篇 ～3兄弟的羈絆 奇跡的再會和被繼承的意志～（迪亞曼蒂）

2016年
- 機動戰士鋼彈UC（希爾·道森）
- 星光樂園（園長）
- 神奇寶貝XY&Z（イチガヤ）
- 魔物獵人物語RIDE ON（旁白）
- Re:從零開始的異世界生活（庫烏德·梅拉烏）
- 境界之輪迴（夏美的祖父）
- 魔奇少年 辛巴達的冒險（官員）
- WWW.WORKING!!（聖瓦倫丁）
- 我太受歡迎了，該怎麼辦？（鮫虎之靈）

2017年
- 廢天使加百列（店長[19]）
- ACCA13區監察課（阿爾提亞）
- 有頂天家族2（紅玉老師[20]）
- 小魔女學園（洛蒂·楊森的父親[21]）
- 新黑色推銷員（梅菲斯特）
- THE REFLECTION (动画)（沃倫·達瑞斯）
- 將國戡亂記（王兵長）
- 咕嚕咕嚕魔法陣 (2017年版)（石板）
- 悠久持有者！ ～魔法老師！2～（牛冷娑婆）
- 魔法使的新娘（喬爾）
- ROBOMASTERS THE ANIMATED SERIES（喬叔）

2018年
- 霸穹 封神演義（老人）
- 戰鬥陀螺Burst 超絕（萬田猿藏）
- 黃金神威（托馬斯）
- 索斯機械獸WILD（颱風）
- 後街女孩（和的父親）
- 輕觸小發明 PIKACHIN-KIT（日语：ポチっと発明 ピカちんキット）（怪物鸚鵡空耳帕羅）
- 星之島喵喵（日语：ほしの島のにゃんこ）（巴特勒）

2019年
- revisions（金子地域防災課長）
- 鬼太郎 (第6作)（大天狗）
- 關於我轉生變成史萊姆這檔事（大臣）
- 八十龜觀察日記（男）
- 街角魔族（旁白、約書亞）
- 艾梅洛閣下II世事件簿 -魔眼蒐集列車 Grace note-（阿涅斯特·法果）

2020年
- 異種族風俗娘評鑑指南（旁白、大大勃士）
- 巴比倫（日语：バビロン (小説)）（奧托·赫里格爾）
- 達爾文遊戲（士明）
- 八十龜觀察日記 第2冊（旁白、味噌神）

2021年
- 八十龜觀察日記 第3冊（解說、旁白）
- 賽馬娘 Pretty Derby Season 2（老管家）
- 哆啦A夢 (水田山葵版)（委託人）

2022年
- 街角魔族 2丁目（旁白）
- 八十龜觀察日記 第4冊（旁白）
- 境界戰機（紫紫部茂雄）

2023年
- 名偵探柯南（兩角鐵男）

### 電影動畫
1991年
- 劇場版 亞爾斯蘭戰記（拉傑特拉）

1992年
- 亞普菲蘭特物語（站員）
- 劇場版 亞爾斯蘭戰記II（拉傑特拉）
- 跑吧！美樂斯（皮耶斯）

1993年
- SD鋼彈外傳 聖機兵物語（重騎士阿特米克）
- SD捍衛戰記鋼彈FORCE SUPER G ARMSFINAL FORMULA VS 諾姆凱薩（日语：SDコマンド戦記III_SUPER_G-ARMS#アニメ版）（捍衛F90）
- 星星的軌道（日语：お星さまのレール）（林）

1994年
- 劇場版 灌籃高手（日语：スラムダンク (1994年の映画)）（黛明）
- 灌籃高手：稱霸全國！櫻木花道（日语：スラムダンク 全国制覇だ! 桜木花道）（青田龍彥）
- SD戰國傳 天下泰平篇（結晶鳳凰）

1996年
- (超) 劇場版！靈異教師神眉（殺人犯）

1998年
- 劇場版 機動戰士鋼彈第08MS小隊：米拉的報告書（艾斯）
- 歡迎來到羅德斯島！（伍德）

2002年
- 6 ANGELS（日语：シックス・エンジェルズ）（艾德·坎寧）

2009年
- 名偵探柯南：漆黑的追跡者（龍崎努、東都鐵塔受僱員工）

2010年
- 劇場版 機動戰士鋼彈00 -A wakening of the Trailblazer-（伊恩·瓦斯提）
- 破刃之劍（亞雷克）

2011年
- 鋼之鍊金術師：嘆息之丘的聖星（彼得·索因斯）

2012年
- 劇場版 魔法少女小圓 ［後篇］永遠的物語（新聞播報員）
- 伏 鐵砲娘的捕物帳（日语：伏 鉄砲娘の捕物帳）（網乾奉行）

2013年
- 名偵探柯南：絕海的偵探（副艦長）
- 劇場版 美食獵人TORIKO：美食神的超食寶（阿爾法洛）
- 顛倒的帕特瑪（校長）

2015年
- 名偵探柯南：業火的向日葵（專業人員）

2017年
- 宇宙戰艦大和號2202 愛的戰士們（蓋尼茲（日语：ゲーニッツ#宇宙戦艦ヤマト2202 愛の戦士たち）[22]）

### OVA
1985年
- 搞怪拍檔的大對決 諾蘭蒂亞之謎（機師A）
- 檸檬雞尾酒 LOVE30S 在淋濕的雨中（日语：酎ハイれもん LOVE30S）
- 夢幻獵人麗夢III 夢隱 無頭武者傳說（日语：ドリームハンター麗夢）（郎等）

1986年
- 風神戰士（日语：アウトランダーズ）（將官、隊員D）
- 超時空羅曼藝術 SAMY MISSING 99（日语：超時空ロマネスク SAMY MISSING・99）（魔物、男子D）

1987年
- 真魔神傳 Battle Royal High School（日语：魔神伝）（豐倉老師）
- HELL TARGET（日语：ヘル・ターゲット）（士兵）
- 機器人公司「Presence」（日语：ロボットカーニバル）（同僚、男子B）

1988年
- 網球甜心2（尾崎勇）
- 機甲獵兵（日语：機甲猟兵メロウリンク）（山賊B）
- DRAGON'S HEAVEN（日语：ドラゴンズヘブン）（士兵4）
- ProjectA子3 灰姑娘狂想曲（地球防衛軍隊員B）

1989年
- 紅牙 Blue Sonnet（日语：紅い牙）（研究員）
- 網球甜心 最終舞台（尾崎勇）
- 怪傑佐羅利
- 銀河英雄傳說（法菲爾少佐）
- 青春夫婦物語 戀子的毎日（日语：恋子の毎日）

1990年
- A.D.POLICE（日语：A.D.POLICE）
- A-Ko The VS（士兵A）
- 1加2等於樂園（日语：1加2等於樂園）（玫瑰子的父親）
- 奧特曼塗鴉 歡迎來到奧特曼國度！（日语：ウルトラマングラフィティ おいでよ!ウルトラの国）（超人七號 等）
- SOL BIANCA（日语：SOL BIANCA）（獵人）
- B·B（日语：B・B）
- 綠山高校 甲子園篇（日语：緑山高校）（岬田）
- 彌諾陶洛斯之盤（日语：ミノタウロスの皿）（官僚C）
- 羅德斯島戰記（村人、側近、黑暗艾爾夫）

1991年
- 一本包丁滿太郎（日语：一本包丁満太郎）（播報員）
- EXPER ZENON（日语：EXPER ZENON）（電腦）
- 御宅族錄影帶（吉田、小白龍）
- 乙姬CONNECTION（日语：乙姫CONNECTION）（俊桑）
- 是我，夕子（日语：おれ、夕子）（教師）
- 大盜五右衛門 次元城的惡夢（日语：がんばれゴエモン 次元城の悪夢）（惠比壽丸）
- 橙路 口紅留言（鮎川圓的父親）
- 孔雀王（記者）
- 妙齡女大亨（日语：クレオパトラD.C.）（司令官）
- 柔道部物語（日语：柔道部物語）（八木）
- 恐怖心靈報告 後面的百太郎（日语：うしろの百太郎）（小早川老師）
- 帝都物語（局長）
- 住院時的各種奇妙故事 請多保重！（日语：入院ボッキ物語 おだいじに!）（根岸步）
- 貓咪幻想曲（日语：ねこ・ねこ・幻想曲）（教師）
- BURN-UP（龍二）
- 幻影勇者傳說（日语：ファントム勇者伝説）（松本）
- Money Wars ～被狙擊的海上渡假村計劃～（日语：マネーウォーズ）（北角）
- 綠色的守護神（日语：みどりの守り神）（深見綠的父親）
- 魍魎戰記MADARA（日语：魍魎戦記MADARA）（白虎）

1992年
- 紅色疾風（日语：紅いハヤテ）
- 源氏（日语：源氏 (漫画)）（伊勢）
- 甲龍傳說（日语：甲竜伝説ヴィルガスト）（怪物D）
- 亂跑大戰！基因組獎盃（日语：スクランブル・ウォーズ 突走れ!ゲノムトロフィーラリー）
- 下載 南無阿彌陀佛是愛的誦詩（日语：ダウンロード 南無阿弥陀仏は愛の詩）
- 超時空要塞II -LOVERS AGAIN-
- D-1 DEVASTATOR（日语：D-1 DEVASTATOR）（新聞主播、將校）
- 天地無用！魎皇鬼（雪之丞）
- 遊（松方基佐男）
- BASTARD!!－暗黑的破壞神－（三大臣、神官A）
- （學生）
- 哈囉刺蝟 ～殺意的領域～（遠山剛）

1993年
- 我是大哥大!!（村井）
- JoJo的奇妙冒險（機師A）
- SINGLES（早紀的父親）
- 砂之薔薇 雪地默示錄（日语：砂の薔薇）（解說男子）
- 紅狼（日语：紅狼）

1994年
- 青空少女隊（劍峰浩二）
- 網中魚（日语：おさかなはあみの中）（塚本會長）
- 七都市物語 ～北極海戰線～（日语：七都市物語）（香龍將軍）
- 放學後的教職員室（日语：放課後の職員室）（校長）

1995年
- 亞爾斯蘭戰記 征馬孤影（拉傑特拉）
- 真·女神轉生 東京默示錄（基索、老師、飛機上的乘客）
- YAMATO2520（帕卡德少尉）

1996年
- 機動戰士鋼彈第08MS小隊（艾斯）
- 龜龜醫生（龜龜老師）

1997年
- 旭日艦隊（日语：旭日の艦隊）（詹姆斯·金）
- CPU辣妹（日语：ぶっとび!!CPU）（神秘男子）

1998年
- 銀河英雄傳說外傳 千億之星、千億之光（法菲爾少佐）
- 骷髅13 ～QUEEN BEE～（巴登）
- 萬能文化貓娘DASH!!（側近、部長）

2000年
- 銀河英雄傳說外傳 第三次迪亞馬特會戰（法菲爾少佐）

2002年
- 戰鬥妖精雪風（FO）

2003年
- 魔神凱撒 死鬥！暗黑大將軍（のっそり博士）

2004年
- 勇往直前2（哈特林）

2005年
- 黑之斷章（日语：涼崎探偵事務所ファイル）（杜松利明）
- FLCL（選手B）

2008年
- 柳瀨嵩童話劇場（旁白）

2010年
- 機動戰士鋼彈UC（希爾·道森）
- 文學少女 回憶篇II 朝倉美羽篇 -漫舞天使的鎮魂曲-（朝倉美羽的父親）

2014年
- 夢幻足球手（日语：ファンタジスタ (漫画)）（木戶政孝[注 5]）

### 網路動畫
- 鋼彈創戰潛行者Re:RISE（2019年，阿比利）

### 遊戲
1988年
- 超絕倫人喝彩人（日语：超絶倫人ベラボーマン）（喝彩人）

1992年
- （康拉德·邁耶爾少尉）

1993年
- 由美MIX（日语：ゆみみみっくす）（部長）

1995年
- 魔法騎士（阿貝尼爾）

1996年
- 月花霧幻譚 ～TORICO～（日语：月花霧幻譚〜TORICO〜）（葛雷）
- 新超級機器人大戰（日语：新スーパーロボット大戦）（大衛·魯瑟福特、基斯哈爾·巴格瓦特）

1998年
- 神佑擂台（李書文）
- （神、武器店店主）

2000年
- 高機動幻想 機甲槍兵（日语：高機動幻想ガンパレードマーチ）（瀨戶口隆之）
- NEUES（尤克·阿爾雷）

2002年
- 超級機器人大戰IMPACT（日语：スーパーロボット大戦IMPACT）
- 暗雲編年史（Dr.）

2003年
- 狂野歷險 Alter Code：F（日语：ワイルドアームズ アルターコード:エフ）

2004年
- 闇影之心II（雅藍）
- 超級機器人大戰GC（日语：スーパーロボット大戦GC）（大衛·魯瑟福特）
- 鬼屋（音隊領袖、胸像、小男 等）

2005年
- 戰神（羽柴秀吉）
- 魔法少年賈修!! 友情的電擊（艾斯）
- 魔法少年賈修!! 魔鬼對戰（艾斯）
- 式神之城 七夜月幻想曲（日语：式神の城）（近衛貴之）
- 俠盜銀河（史提夫）

2006年
- 高機動交響曲GPO（瀨戶口隆之）
- （花岡）
- 超級機器人大戰XO（日语：スーパーロボット大戦GC）（大衛·魯瑟福特）
- 聖劍傳說4（格林·巴格）

2007年
- Eternal Fantasy（日语：エターナルファンタジー）（斯寇提）
- 超級機器人大戰OG ORIGINAL GENERATIONS（溫德爾·毛瑟）

2008年
- 幻想水滸傳 黃道之輪（日语：幻想水滸伝ティアクライス）
- 超級機器人大戰A PORTABLE（溫德爾·毛瑟）

2009年
- 快盜天使雙胞胎 幻之少女（其他[注 6]）
- 超級機器人大戰NEO（日语：スーパーロボット大戦NEO）（阿薩姆）

2011年
- 機動戰士鋼彈 新基連的野望（日语：機動戦士ガンダム 新ギレンの野望）（艾斯）

2012年
- 美食獵人TORIKO 美食怪獸！（日语：トリコ グルメモンスターズ!）（阿爾法洛）
- 勇氣默示錄 Flying Fairy（卡爾）
- 人中之龍5 夢 實踐者（牛島史哉）

2013年
- 超級機器人大戰Operation Extend（阿薩姆）
- PlayStation全明星大亂鬥（博士）
- 美食獵人TORIKO 超美食大戰！（日语：トリコ グルメガバトル!）（阿爾法洛）
- 勇氣默示錄 For the Sequel（卡爾）

2014年
- 第3次超級機器人大戰Z 時獄篇（希爾·道森）
- 火影忍者疾風傳 終極風暴革命（第二代水影[23]）
- ONE PIECE 超級偉大航路之爭X（迪亞曼蒂）

2015年
- 碧藍幻想（聖王）
- 勇氣默示錄2 最终境界（卡爾）

2016年
- 火影忍者疾風傳 終極風暴4（二代目水影[24]）

2017年
- 超級機器人大戰V（希爾·道森）

2018年
- 洛克人11 命運的齒輪!!（阿爾伯特·W·威利博士（日语：アルバート・W・ワイリー）[25]）

2019年
- 魔法少年賈修 Golden Memories（艾斯）
- SD鋼彈 G世代 CROSSRAYS（伊恩·瓦舒蒂）

### 外語配音

#### 演員
史蒂夫·布西密
- 洛杉磯大逃亡（Eddie）※影碟版。
- 絕地再生（James "Mac" McCord）
- 黑色追緝令（Buddy Holly）

唐·錢德爾
- BS世界紀錄片（日语：BS世界のドキュメンタリー） 活在危險的時代（唐·錢德爾）
- 急診室的春天 (第11季)（Paul Nathan）
- 盧安達飯店（保羅·魯塞薩巴吉納）

比利·克里斯托
- 老大靠邊閃2︰歪打正著（Ben Sobel）
- 不可能的拍檔（英语：Fathers' Day (film)）（傑克·勞倫斯）
- 我的巨人（英语：My Giant）（Sammy Kamin）

馬克·威廉斯
- 哈利·波特系列（亞瑟·衛斯理）
  - 哈利·波特：消失的密室
  - 哈利·波特：死神的聖物I
  - 哈利·波特：死神的聖物II
  - 哈利·波特：火盃的考驗
  - 哈利·波特：混血王子的背叛
  - 哈利·波特：鳳凰會的密令
  - 哈利·波特：阿茲卡班的逃犯

#### 電影
- 101真狗 ※朝日電視台版。
- 星夢情深（Wolfie〈Michael Harney〉[26]）
- 控訴 ※富士電視台版。
- 蹺家的一夜（英语：Adventures in Babysitting）（Mike〈Bradley Whitford〉）
- 我們要活著回去（英语：Alive (1993 film)）（Daniel）※VHS版。
- 蜘蛛人：驚奇再起（新聞主播）
- 蜘蛛人驚奇再起2：電光之戰（Kafka博士〈馬頓·索柯斯〉）
- 救護車（英语：The Ambulance）（街頭幫派首領〈Martin Barter〉）※東京電視台版[注 7]。
- 安妮（NY1記者〈Pat Kiernan〉）
- 絕地戰警（Ruiz刑事〈Julio Oscar Mechoso〉）※富士電視台版。
- 浴火赤子情（英语：Backdraft (film)）（Washington〈Richard Lexsee〉）※影碟版。
- Bingo（英语：Bingo (1991 film)）
- 維京傳奇 (2016年電影)（Torstein〈Kristofer Hivju〉）
- 盲點（法语：Blind Spot (téléfilm)）（Frank〈David Thornton〉）
- 天生贏家（英语：Bob Roberts）（Chuck Marlin〈詹姆士·史柏達〉）
- 斷箭（參謀本部議長〈Jack Thompson〉）※VHS、DVD版
- 鬼馬小精靈（英语：Casper (film)）（Stretch〈Joe Nipote〉）※DVD版。
  - 鬼馬小精靈：新生報到（英语：Casper: A Spirited Beginning）（Snivel〈Pauly Shore〉）
- Category 5（查理·杜普伊〈C·托馬斯·豪威爾〉）
- 卓別林與他的情人（羅蘭·托瑟羅（英语：Roland Totheroh）〈大衛·杜考夫尼〉）
- 風雲時代（英语：Cradle Will Rock）（Aldo Silvano〈John Turturro〉）
- 綁票疑雲（日语：判決/クライム・オブ・ザ・センチュリー）
- 瓦爾迪兹號搶險記（英语：Dead Ahead: The Exxon Valdez Disaster）（Sam Skinner〈Kenneth Welsh〉）
- 魔鬼、性、狂想曲（德语：Der große Bagarozy）（死神〈Detlev Buck〉）
- 大鈍裁者（Nadal〈Jason Mantzoukas〉）
- 終極警探2（O'Reilly〈羅伯特·帕特里克〉）※影碟版。
- 醫生（英语：The Doctor (1991 film)）（Eli Bloomfield醫生〈Adam Arkin〉）※VHS版。
- 怪醫杜立德4（英语：Dr. Dolittle: Tail to the Chief）（Chief Dorian〈Malcolm Stewart〉）
- 終極特區（英语：Drop Zone (film)）（Steve Greenberg[注 8]）
- 驚爆萬惡城（英语：Edge of Darkness (2010 film)）（Jim Pine〈Damian Young〉）
- 暫時停止接觸（英语：Fallen (1998 film)）（Charles Olom〈Robert Joy〉、Mike〈Reno Wilson〉）※影碟版。
- 第一滴血（Dave Kern〈Bill McKinney〉）※富士電視台版。
- 老大慢半拍（英语：Flawless (1999 film)）（Leonard Wilcox〈Barry Miller〉）
- 十三號星期五2（英语：Friday the 13th Part 2） ※日本電視台版。
- 酷斯拉（Sergeant O'Neal中士〈道格·薩旺特〉）※VHS、DVD版。
- 荒野七鏢客（英语：Guns of The Magnificent Seven）（Matt Slater〈Joe Don Baker 〉）※東京電視台版。
- 小精靈2（Mr. Katsuji、Alex、Gremlin）※影碟版、朝日電視台版。
- 愛我就讓我快樂（英语：Happiness (1998 film)）（Bill Maplewood〈迪倫·貝克〉）
- 獵殺大行動（英语：Heaven's Prisoners）（Jerry Falgout〈Tuck Milligan〉）※VHS版。
- 看狗在說話（英语：Homeward Bound: The Incredible Journey）
- 親愛的，我把孩子放大了（英语：Honey, I Blew Up the Kid） ※影碟版。
- 情深愛更濃（英语：Indian Summer (1993 film)）
- 害蟲橫行（英语：Infestation (film)）（Ethan〈Ray Wise〉）
- 少年黃飛鴻之鐵馬騮（Fox巡查〈袁信義〉）※VHS版。
- 蟑螂總動員（英语：Joe's Apartment）（Rodney Roach〈Reginald Hudlin〉）
- 安全套殺人事件（英语：Killer Condom）（Sam Hanks〈Peter Lohmeyer〉）
- 奪命大鱷魚2（日语：キラー・クロコダイル/怒りの逆襲） ※富士電視台版。
- 殺死我的老師（英语：Killing Mr. Griffin (film)）（Griffin老師〈Jay Thomas〉）
- 未來終結者（英语：The Lawnmower Man） ※VHS版。
- 贖罪（法语：Le Grand Pardon）（Sammy〈Jean-Claude de Goros〉）
- 同居牢友（英语：Let's Go to Prison）（Duane〈鮑勃·奧登科克〉）
- 怪物奇兵／樂一通系列（旁白）
  - 怪物奇兵
  - 樂一通反斗特攻隊
- 中華戰士（英语：Magnificent Warriors）（栂指令官〈松井哲也（日语：松井哲也）〉）※VHS版。
- 麥爾坎·X（Sammy〈Larry McCoy〉）
- 猛虎出山（英语：Malone (film)） ※東京電視台版。
- 鬼面公僕3（英语：Maniac Cop III: Badge of Silence） ※東京電視台版。
- 摩登大聖
- 風情媽咪俏女兒（英语：Mermaids (1990 film)） ※東京電視台版。
- 聖女貞德 ※影碟版。
- 金剛戰士 The Movie（英语：Mighty Morphin Power Rangers: The Movie）（Mr. Kelman／Fred的父親〈Peter Mochrie〉）
- 不可能的任務系列（指令聲音）
  - 不可能的任務：鬼影行動
  - 不可能的任務：失控國度
  - 不可能的任務：全面瓦解[27]
- 布偶系列（Miss Piggy〈Dave Goelz〉、The Great Gonzo〈Frank Oz〉）
  - 布偶金銀島尋寶記（英语：Muppet Treasure Island）
  - 布偶聖誕頌（英语：The Muppet Christmas Carol）（Fozzy的母親）
- 情深到來生（英语：My Life (film)） ※影碟版。
- 狗臉的歲月!!（英语：My Life as a Dog）（Ingemar的叔叔〈Leif Ericson〉）
- 小子難纏4（英语：The Next Karate Kid） ※DVD版。
- 網絡迷宮（英语：Nirvana (film)）（Joystick〈Sergio Rubini〉）
- 雙面瑪麗蓮夢露（英语：Norma Jean & Marilyn）
- 欲擒故縱（英语：The Object of My Affection）（Vince McBride〈John Pankow〉）
- 愛國者 ※東京電視台版。
- 情色風暴1997（愛羅〈克斯賓·葛洛佛〉）
- 末路車神（英语：The Place Beyond the Pines）（Robin Van Der Hook〈Ben Mendelsohn〉）
- 龐貝末日：天火焚城（Lucretius〈傑瑞德·哈里斯〉）
- 金剛戰士 The Movie（英语：Mighty Morphin Power Rangers: The Movie）（Fred Kelman的父親〈Peter Mochrie〉）
- 終極戰士2（Garber〈Adam Baldwin〉）※VHS、DVD版。
- 超危險特工2：狠戰（Philips長官〈Tim Pigott-Smith〉）
- 波西傑克森：神火之賊
- 惡靈古堡4：陰陽界（Bennett Sinclair〈Kim Coates〉）
- 逃命（英语：Run (1991 film)）（Denny Halloran〈Alan C. Peterson〉）※東京電視台版。
- 辛德勒的名單（Poldek Pfefferberg〈Jonathan Sagall〉）
- 角頭情聖（英语：Things to Do in Denver When You're Dead）（Baby Sinister〈Glenn Plummer〉）※VHS版。
- 校園風雲（Richard "McGoo" Collins〈安東尼·瑞普〉）
- 贖金之王2：皇廷激戰（阿蒂·道爾〈Tom Fisher〉）
- 西雅圖夜未眠（Keith〈Tom McGowan〉）※富士電視台版。
- 白雪公主：恐怖故事（英语：Snow White: A Tale of Terror）
- 兵人 (1998年電影)（Mace〈Sean Pertwee 飾演〉）※DVD版。
- 迅雷禁區（英语：Speed Zone）（Jack O'Neill〈蒂姆·馬特森〉）※VHS版。
- 恐怖狗狗（英语：Spooky Buddies）
- 驚逢敵手（英语：Steal Big Steal Little）（Nick的部下〈Ron Dean〉）
- 忍者龜3（Sprinter〈James Murray〉）
- 沖天大火災（韋斯）※TBS版。
- 直到有你（英语：'Til There Was You）（Jon Haas〈克雷格·比爾科〉）
- 角頭情聖（英语：Things to Do in Denver When You're Dead）（Baby Sinister〈Glenn Plummer〉）※VHS版。
- 變形金剛4：絕跡重生（Joshua Joyce〈史丹利·特治〉）
- 玩命快遞（頭目〈Didier Saint Melin〉）※朝日電視台新錄製版。
- 入侵蛇頭堡（英语：Trespass (1992 film)）（Luther〈Glenn Plummer〉）
- 致命卡車（英语：Trucks (film)）（Jack〈Jay Brazeau〉）
- 普通嫌疑犯（匈牙利語翻譯人士）※影碟版。
- 等待夢醒時分（英语：Waiting to Exhale）（John Harris Sr.〈Michael Beach〉）
- 惡魔教室（Rainer Wenger〈Jürgen Vogel〉）
- 我們買了動物園（Walter Ferris〈John Michael Higgins〉）
- 小姐好白（Warren Vandergeld〈約翰·赫德〉）
- 神秘禮物（英语：Wishcraft）
- 末日之戰（副機師）

#### 電視影集
- 24（第4季：Yosik Khatami〈Nicholas Guilak〉 等、第5季：Walt Cummings〈John Allen Nelson〉）
- 驚異傳奇（英语：Amazing Stories (1985 TV series)）（Adam Ants）
- 警察世家 (第2季)
- 逝者之證 (第2季)（Brendan Johnson）
- 上海灘（橫三）
- 加州靡情
- 敏感事件（英语：Case Sensitive (TV series)）
- 咖啡王子1號店（洪／咖啡店老闆〈金昌完〉）
- 解密高手（英语：Cracker (UK TV series)）（Alan Temple〈Robert Cavanah〉）
- CSI犯罪現場：邁阿密 (第8季)（Max DeSalvo）
- 美女上錯身
- 哈莉與法律（Neville Johnson律師）
- 希爾街藍調（英语：Hill Street Blues）（喬·科菲〈艾德·馬裡納羅（英语：Ed Marinaro）〉）
- 替身標靶（Richard Applebaum〈John Michael Higgins〉）
- 法律與秩序：特殊受害者（John Munch〈Richard Belzer〉）
- 布偶影集系列
  - 布偶奇遇記（英语：Fraggle Rock）
  - 今夜布偶秀（英语：Muppets Tonight）（Rush）
- Murderland（英语：Murderland）（Philips）
- 尼基塔（Mirko Dadich〈Kristof Konrad〉）
- 在空中（英语：On the Air (TV series)）（比利·“眨眼”·瓦茨〈崔西·華特（英语：Tracey Walter）〉）
- 疑犯追蹤（Soriano）
- 偽裝者（下集預告旁白）
- 越獄風雲 (第4季)（Griffin Oren〈Shaun Duke〉、賽馬場管理員、Brian、警衛）
- 無恥之徒（Frank Gallagher〈威廉·霍爾·梅西〉）
- Tugs（英语：Tugs (TV series)）（Zaku）
- 超人力霸王葛雷（David記者、青年）[注 9]

#### 動畫
- 家有阿貴（賭徒兄）
- 狂歡三寶（Pinky、竹內、旁白）
  - Pinky, Elmyra and The Brain（Pinky）
- 蝙蝠俠（Francis）
- 新蝙蝠俠（Captain Slash、卡爾·桑德斯／影子小偷（英语：Shadow Thief））
- Ben 10（Sublimino）
- 雷霆戰狗（Blake）
- 勇敢傳說（烏鴉）
- 希斯與利夫（英语：The Catillac Cats）
- 食破天驚2（Chester V）
- The Dick Tracy Show（英语：The Dick Tracy Show）（Oodles）
- 達菲鴨火星歷險記（英语：Duck Dodgers）（Dr. Ignatius Q "I.Q." Hi、旁白）
- 唐老鴨俱樂部（國王、Ping）
- 我的雨林朋友（英语：FernGully: The Last Rainforest）
- 海底總動員（Bob）
- 夜行神龍（Oberon）
- 大鼻與酷蒂（Meteo、亞伯拉罕·范·海辛）
- 大力士（英语：Hercules (1998 TV series)）（Panic）
- 尖叫旅社（機長[28]）
- 歷險小恐龍（英语：The Land Before Time）（Strut）
- 貓頭鷹守護神（Jatt）
- 丁丁歷險記 黑島的秘密（Ivan）
- Ribbit's Riddles（法语：Les Devinettes de Reinette）[注 10]
- 獅子王（Zazu）
  - 獅子王之彭彭丁滿歷險記（Zazu、Frank）
  - 獅子王2：辛巴的榮耀
  - 獅子王3：Hakuna Matata
  - 獅子王：鐵衛雄獅（英语：The Lion Guard）
- 樂一通（旁白、Tosh、Wile E. Coyote）
  - 太空英雄鴨（英语：Duck Dodgers (TV series)）（Dr. I.Q. Hi 、旁白）
  - 樂一通秀（旁白、Tosh）
  - 新樂一通（英语：New Looney Tunes）（旁白、Wile E. Coyote[29] 等）
  - 傻大貓&崔弟的懸疑劇場（英语：The Sylvester & Tweety Mysteries）（旁白、Hubie鼠&Bertie鼠）
- 冰原歷險記（Zeke）
- 神探加傑特
- 鋼鐵人 (1994年電視動畫)（Living Laser）
- 成龍歷險記（老和尚）
- 西遊記 (1998年電視動畫)（英语：Monkey Magic (TV series)）（鰻力大王）
- 奪寶奇謀（Ramon）
- 瑪德琳
- 諾迪的玩具城冒險（英语：Noddy's Toyland Adventures）（旁白）
- 怪誕城之夜（小丑）
- 粉紅豹（Tad、Cowboy 等）
- 埃及王子（宮廷司祭長Huy）
- 魔劍奇兵（英语：Quest for Camelot）（Blade Beak）
- 下課後（Mr.E）
- 小小歐里的世界（英语：Rolie Polie Olie）（Pappy Polie〈Len Carlson〉）
- 辛普森一家（電影旁白、阿蒂·齊夫〈第2代日語配音／喬恩·拉威茨→丹·卡斯泰拉内塔〉）
- 星際大戰：DROID的大冒險（Vinga）※DVD版。
- 天鵝公主：秘密城堡（英语：The Swan Princess: Escape from Castle Mountain）（Bromley）
- 天鵝公主：神祕的魔法王國（英语：The Swan Princess: The Mystery of the Enchanted Kingdom）（Bromley）
- 霹靂小旋風（B·B·小丑〈馬克·漢米爾〉
- 忍者龜 (1987年版)（Splinter、Krang皇帝、Joy 等）
  - 忍者龜 (2003年版)（Harry）
- 少年悍將（Mad Mod）
- 湯瑪士小火車（Skarloey〈第2代〉、作業員1）※東京電視台、NHK版。
  - 湯瑪士小火車電影：藍山礦場的秘密（Skarloey）
  - 湯瑪士小火車電影：鐵路王國尋找皇冠之旅（Skarloey）
- 拇指姑娘 (1994年電影)（英语：Thumbelina (1994 film)）
- 泰坦A.E.（Gune〈約翰·李古查摩〉）
- 湯姆貓與傑利鼠（神秘聲音）
- Tugs（英语：Tugs (TV series)）（Zak、Burke、Jack、起重機貨船Scuttlebutt Pete、機關車Puffa）
- 神偷卡門（警官）
- X戰警（Mojo）

### 特攝影集
1989年
- 高速戰隊渦輪連者（奔馳暴魔 祖魯天、祖魯天金屬型態的聲音）

1990年
- 高速戰隊渦輪連者（卡羅亞艦長、實驗鬥士及巴茨拉兵339號的聲音）

1991年
- 鳥人戰隊噴射人（販賣機次元獸、相機次元獸集吹風機次元獸的聲音）

1995年
- 劇場版 超力戰隊王連者（鋼鐵龐克的聲音）

1996年
- 超力戰隊王連者（巴拉獵人的聲音）
- 激走戰隊車連者（NN（ネーネー）的聲音）

1999年
- 救急戰隊GOGOV（軍師災魔獸的聲音）

2001年
- 百獸戰隊牙吠連者（卡拉OK變異人的聲音）

2004年
- 爆龍戰隊暴連者（【三合使徒】22 七草猴倫巴的聲音）

2005年
- 魔法戰隊魔法連者（冥府神二極神斯萊普尼爾的聲音））

2007年
- 獸拳戰隊激氣連者（【四幻將】幻獸翼蜥拳 山幽的聲音）

2009年
- 侍戰隊真劍者（木靈的聲音）

### CD
- ～愛語羅馬的叙事詩～ 希臘羅馬神話1 愛的月桂冠（阿波羅）
  - ～愛語羅馬的叙事詩～ 希臘羅馬神話1 愛的月桂冠7 靈魂是超越愛情的考驗（阿波羅）
- 機動戰士鋼彈00 廣播劇CD特集3 Another Story COOPERATION-2312（伊恩·瓦斯提）
- 金田一少年之事件簿 ～惡魔組曲殺人事件（劍持勇）
  - 金田一少年之事件簿 ～死神病院殺人事件～（劍持勇）
- 快打旋風ZERO2外傳 最危險的女高中生·櫻（山口、混混1、男4、組織男子4）
- Sneaker CD Collection 『罪人與龍共舞』
- 創龍傳（總幹事）
- 廣播劇CD『超級管家孃（日语：スーパーメイドちるみさん）』（原田潤一）
- 南夢宮 電玩遊戲塗鴉 vol.4（超絶倫人（日语：超絶倫人ベラボーマン）、中村 等）
- 魔法提琴手 廣播劇CD Vol.3（帕卡斯）
- 潘朵拉之心 廣播劇CD1 『學園惡夢』（奧斯卡·貝薩流士）
  - 潘朵拉之心 廣播劇CD2  『艾莉絲的茶會』（奧斯卡·貝薩流士）
- 破刃之劍 番外篇廣播劇CD（亞雷克）
- 魔界學園
  - 魔界學園I 轉學生篇（蜘蛛男）
  - 魔界學園II 激鬥篇（我蘭獰、網代木三平）
  - 魔界學園III 完結篇（廣播、烈鬼C）
- 滿員御禮 上卷（梶之助的爺爺）
- Monster Maker 廣播劇CD 找出魔劍死亡之刃！（日语：モンスターメーカー#ドラマCD）（葛布林）
- （松嶋敦司）
- Lovely Sick ～戀愛疾患～（鷲見繚一）

### 旁白
NHK系列
- NHK教育
  - 鑑賞指南 美之壺（日语：美の壺） 「大谷石」（旁白）
  - 西班牙語會話（日语：スペイン語会話）
  - 在電視上的西班牙語會話（日语：テレビでスペイン語）
  - 地球戲劇性（日语：地球ドラマチック）（旁白）
    - 圖坦卡門DNA大解析
    - 蘇格蘭“巨石神殿”之謎
    - 蒂亞瓦納科 神秘的前印加文明
    - UFO出現!? 那個神祕物體是什麼？～三角形飛行物體之謎～

- NHK綜合
  - 經濟指南針（日语：経済羅針盤）（與NHK-BS1共同製作）
  - 經濟歪斗 視覺e（日语：経済ワイド ビジョンe）
  -  ～约翰·拉塞特與迪士尼·動畫～（聲音演出）
  - NHK特集系列 激動的世界
    - 第1回「恐怖份子與難民 ～截斷的EU共同體～」（湯瑪斯·舒茲、歐亞集團代表 國際政治學者：伊恩·布瑞默（英语：Ian Bremmer）的日語配音）
    - 第2回「大國復活的野心 ～俄羅斯總統普丁的打賭賭～」（國際政治學者：伊恩·布瑞默的日語配音）

- NHK-BShi
  - 東京國際布料祭 -布與針與線的祭典2009-（與NHK-BS2共同製作）
  - 漫步在世界街道（日语：世界ふれあい街歩き） ～英國：達特穆爾篇～（旁白）

日本電視台
- news every.（日语：news every.） ※「特集」單元，不定期擔任。
- 報導特搜企劃（日语：報道特捜プロジェクト）

TBS
- （旁白，每日放送）※副聲道
- （旁白）
- 日立 發現世界不可思議的地方！（日语：日立 世界・ふしぎ発見!）（旁白、下集預告旁述）

其它電視台
- 東京電視台 地球的奇蹟特集 日本人初突破！世界最大的洞窟：山水洞（旁白）
- 日本 豆鼓（廣告旁述）
- 探索頻道DVD 空中大白鯊2（旁白）

### 電視劇
- NHK綜合 真田太平記（加賀井重治）
- NHK綜合 ·風之昭和日記
- 東京電視台 我，戀愛了。（日语：恋、した。）

### 電視節目
- （大沼朗裕的配音）
- BLOOD+ DVD VOL.10 映像特典「inside BLOOD+」：配音員專訪

### 其它
- NHK特集「被竊取的最高機密 ～原爆·間諜戰的真實～」（维爾納·海森堡）
- 太陽公公  2007年2月號～～（朗讀）
- Dydo Drinco（日语：ダイドードリンコ） 會說話的自動販賣機（擔任名古屋方言（日语：名古屋弁））[30]
- 新銀河連續劇（日语：ドラマ新銀河）（副聲道解說）
- 柏青哥明日之丈2（紙芝居屋）
- 角子機福星小子2（日语：パチスロうる星やつら2）（錯亂坊）
- 角子機福星小子3（錯亂坊）
- P福星小子 ～拉姆LoveSong～（錯亂坊）

## 腳註

## 外部連結
- 梅津秀行｜81Produce （页面存档备份，存于） （日語）
- 梅津秀行的Facebook專頁 （日語）